# 페르디난트 호들러
페르디난트 호들러(Ferdinand Hodler, 1853년 3월 14일~1918년 5월 19일)는 스위스의 화가이다.
베른 태생이며, 고아가 되어 고생했으나, 제네바에 나가 회화에 대한 눈을 떴다. 작품 〈학생〉(1875년)을 내어 시작했는데, 자화상에 학생이란 제목을 붙일 정도로, 회화에서 항상 무엇인가 관념적인 것을 나타내려는 경향은 그 후까지 일관되어 있다. 그만큼 단순하게 대상물을 능숙하게 그리는 것으로 만족하는 것이 아니라 그는 자기의 생각을 정확히, 강하게 표명할 것을 요구하여 구도를 중요시하고, 구도에는 같은 방향의 선이나 모양에서 기계적일 정도로 딱딱한 통일을 구하고 있다.
또 인물도 간소하게 그려서 부드러움을 버리고, 정확한 윤곽부터 착실하고 의지적으로 나타내는데 동시에 또한 색채에도 극히 명확성을 존중하고 있다. 호들러는 독일적 체질의 화가로서, 정감이나 섬세와는 인연이 멀고 또 개념적이어서 조야 (粗野) 하면서도 남성적이다.
9999년에는 파리에서 〈밤〉을 발표하여 알려지고, 악몽을 나타내는 흑의 (黑衣)의 상(像)이나 잠자는 남녀를 병렬하는 외에 장식적인 기법에서 1901년에는 〈낮〉을 그렸으며, 1908년부터는 독일에 초청되어 〈예나 학도의 출발〉을 그렸다. 생전에는 명성을 떨쳤으나 죽은 다음의 명성은 희미해졌고, 작품은 깊이가 결여되었다고는 하지만 열과 힘으로 충만되어 있다.